# SV Wallern
Der Sportverein-Zaunergroup-Wallern, kurz SV Wallern, ist ein 1972 gegründeter Sportverein aus der oberösterreichischen Marktgemeinde Wallern an der Trattnach mit einer Reihe verschiedener Sektionen. Die Fußballsektion des Vereins spielt seit der Saison 2023/24 in der Regionalliga Mitte, der dritthöchsten Spielstufe Österreichs. Die Vereinsfarben sind Blau und Weiß. Ihre Heimspiele trägt die Mannschaft im Stadion Zaunergroup Wallern aus. Hauptsponsor ist die in Wallern ansässige Zauner Anlagentechnik GmbH, deren Geschäftsführer als Vereinspräsident fungiert.

## Geschichte
Die Ortschronik von Wallern verzeichnet bereits um das Jahr 1924 die Gründung von zwei Sportvereinigungen, welche jedoch während des Zweiten Weltkriegs aufgelöst wurden. In den 1960er-Jahren erfolgten mehrerer Versuche einer neuerlichen Vereinsgründung, die 1970 mit der Schaffung eines vorbereitenden Komitees konkretere Formen annahm. Unter Leitung des damaligen Bürgermeister Ottensamer fand schließlich am 20. Juni 1972 im vollbesetzten Saal des Gasthauses Schaich die Gründungsversammlung des Sportvereins Wallern statt, der sich in die Sektionen Fußball, Tischtennis, Männerturnen, Frauen- und Kinderturnen, Schi, Eisstockschießen und Wandern gliederte.

### Bis 1992: In den Niederungen des oberösterreichischen Fußballs
Die Fußballsektion des Vereins stieg in der Saison 1974/75 in der 7. und untersten österreichischen Spielstufe in den Meisterschaftsbetrieb ein und musste zunächst Lehrgeld zahlen: Nach 22 Spielen stand nur ein einziger Zähler und ein Torverhältnis von 23:120 zu Buche. In den späten 1970er- und frühen 1980er-Jahren befand sich der Verein überwiegend auf Positionen im vorderen Mittelfeld, bevor er sich zum zehnjährigen Bestehen 1982 einen Punkt vor dem SV Bad Hall erstmals zum Meister der 2. Klasse Mitte Ost krönte. In der 1. Saison in der 1. Klasse Mitte belegte man noch den 10., in der zweiten (1983/84) jedoch den abgeschlagenen letzten Platz (3 Punkte aus 22 Spielen, 17:70 Tore) und stieg wieder in die 2. Klasse ab. In der Folge belegte der SV Wallern bis 1990 nur Plätze im Tabellenkeller (4 Mal Letzter und 2 Mal Vorletzter), bevor es 1990 und 1991 mit zwei Platzierungen im unteren Mittelfeld langsam aufwärtsging.

### 1992 bis 2007: Von der 8. in die 4. Liga und zurück
1992 stellte der SV Wallern eine bedeutende Weiche, indem Ing. Manfred Zauner, Geschäftsführer einer ortsansässigen Firma, als Sponsor gewonnen werden konnte. In den drei Jahren von 1992 bis 1994 belegte der Klub jeweils den zweiten Platz, 1993 sogar punktegleich, aber mit der schlechteren Tordifferenz als Meister SV Schlüßlberg. 1995 glückte dann der Meistertitel, der den Auftakt zu einer rasanten Erfolgsgeschichte setzte: Der Aufsteiger belegte in der 1. Klasse Mitte gleich Rang 2, bevor er in der Folgesaison 1997 überlegen mit 23 Siegen aus 26 Spielen (Torverhältnis 100:23) zum ersten Mal in der Klubgeschichte in die Bezirksliga Nord aufstieg. Auch dort gelang Wallern auf Anhieb der Vizemeistertitel (nur einen Punkt hinter dem SV Steyregg) und auch dort krönte sich der Verein im Jahr darauf zum Meister: Mit 22 Siegen und 4 Unentschieden (Torverhältnis 75:18) war der SV Wallern 1999 das einzige Team Oberösterreichs, das die ganze Saison über ungeschlagen blieb. Nach zwei Saisonen im vorderen Mittelfeld der 2. Landesliga West feierte Wallern 2002 auch dort einen überlegenen Meistertitel (Liga-Rekordwert von 73 Punkten) und hatte damit innerhalb von 7 Jahren den Sprung aus der 8. in die 4. österreichische Spielstufe geschafft. In der 1. Landesliga (bzw. ab 2004 Oberösterreich-Liga) fand der Aufwärtstrend sein Ende und kehrte sich in der 5. Saison ins Gegenteil um, als Wallern 2007 um einen Punkt den Klassenerhalt verpasste und freiwillig in die 2. Klasse abstieg.

### 2007/08: Spielgemeinschaft Pasching/Wallern
Zur gleichen Zeit, im Frühjahr 2007, hatte nämlich die Vereinsführung des Bundesligisten FC Pasching bekanntgegeben, dass der Klub nach Klagenfurt ziehen werde und dort unter neuer Identität und Führung als SK Austria Kärnten spielen würde. Um zu vermeiden, dass der Nachfolgeverein FC Superfund Pasching in der untersten Spielklasse beginnen musste, wurde eine Spielgemeinschaft angestrebt und im SV Wallern ein passender Partner gefunden. Die erste Mannschaft würde in der Landesliga West starten, die zweite Mannschaft in der 2. Klasse. Pasching sicherte sich dabei vertraglich die Möglichkeit zu, nach der ersten Saison die Kooperation auflösen zu können, um anschließend alleine in der höheren Liga spielen zu können. Im Gegenzug sollte Wallern für den freiwilligen Abstieg in die unterste Spielstufe eine finanzielle Abgeltung erhalten. Für die sportliche Leitung des Vereins war dies ein Schock, während sich Präsident Zauner zufrieden zeigte, da er schon seit einiger Zeit nach einer Lösung für einen Neubeginn gesucht hatte.
Sportlich verlief die Saison der Spielgemeinschaft äußerst erfolgreich: Die erste Mannschaft – in der Folgesaison wieder Pasching – wurde mit 21 Punkten Vorsprung Meister und stieg in die Radio OÖ Liga auf. Die zweite Mannschaft – in der Folgesaison wieder Wallern – gab in der 2. Klasse Mitte Ost keinen einzigen Zähler ab und krönte sich mit dem Punktemaximum von 72 Punkten und einem Torverhältnis von 120:16 zum Meister. Per Saisonende wurde die Spielgemeinschaft wie vereinbart aufgelöst.

### 2009 bis 2012: Jede Saison ein Aufstieg
In den folgenden Jahren setzte der nun wieder selbstständige SV Wallern seinen Erfolgslauf fort, der jenen der Jahre 1995 bis 2002 sogar noch übertraf: 2009 wurde man mit 70 Punkten (Torverhältnis 100:22) überlegener Meister der 1. Klasse Mitte West, im Jahr darauf mit eben so vielen Punkten ungeschlagener Meister der Bezirksliga Süd. 2011 folgte vier Punkte vor Ranshofen der nächste erste Platz und so kehrte der Verein nach nur vier Jahren in jene Liga zurück, aus der er sich 2007 verabschieden hatte müssen. Dort feierte der SV Wallern 2012 den fünften Meistertitel in Folge und mit dem erstmaligen Aufstieg in die drittklassige Regionalliga Mitte den größten Erfolg der nunmehr 40-jährigen Vereinsgeschichte.

### 2012 bis 2016: Regionalliga Mitte
In der ersten Regionalligasaison 2012/13 spielte der Aufsteiger zunächst im oberen Drittel mit, befand sich dann aber bis zuletzt in akuter Abstiegsgefahr. Erst in der vorletzten Runde sicherte der SV Wallern durch ein knappes 1:0 beim direkten Konkurrenten und späteren Absteiger KSV Amateure den Klassenerhalt und beendete die Saison schließlich mit fünf Punkten Vorsprung auf Platz 10. In der Folgesaison etablierte sich Wallern in der Liga, hatte mit dem Abstieg zu keiner Zeit etwas zu tun und belegte mit 47 Punkten den vierten Endrang. In der Saison 2015/2016 musste man sich schließlich als Vorletzter (22 Punkte) aus der Regionalliga Mitte verabschieden.

## Titel und Erfolge
- 1× Oberösterreichischer Landesmeister (4): 2012
- 2× Meister 2. Landesliga West (5) 2002, 2011
- 2× Meister Bezirksliga West (6): 1999, 2010
- 2× Meister 1. Klasse (7): 1997, 2009
- 3× Meister der 2. Klasse (8): 1982, 1995, 2008 (als Spielvereinigung Pasching/Wallern II)

## Bekannte Spieler und Trainer
- 2003–2005: Albert Huspek (bis 2005: Spieler und Trainer, 09/2016–12/2016: Co-Trainer SV Wallern II, seit 2015: sportlicher Leiter)
- 2003–2010: Roland Huspek (bis 2010: Spieler, anschließend Trainer und sportlicher Leiter (2010–2013))
- 2004–2005: Philipp Huspek (Jugendspieler)
- 2004–2007, 2012–2013: Felix Huspek (2004–2007: Jugendspieler, 2012–2013: Spieler)
- 2011–2014: Herwig Drechsel (bis 2014: Spieler, 2013–2015: sportlicher Leiter)
- 2012–2016: Petr Voříšek (Spieler)
- 2012–2013, 2015–2016: Harrison Kennedy (Spieler)